# Guldmossa
Guldmossa (Rhytidium rugosum) är en mattbildande mossa med grovt grenat växtsätt som kännetecknas av att den vanligen har en gyllenbrun färg. 
Guldmossan växer på kalkrik mark och förekommer på både det norra och södra halvklotet, men hör inte till de allmänna mossorna. I Sverige är den ovanlig och finns främst på fjällhedar, men även sparsamt på andra lämpliga platser som Stora alvaret.